# Apsaustodon
Apsaustodon is een geslacht van kevers uit de familie van de loopkevers (Carabidae). De wetenschappelijke naam van het geslacht is voor het eerst geldig gepubliceerd in 1901 door Tschitscherine.

## Soorten
Het geslacht Apsaustodon is monotypisch en omvat slechts de volgende soort:
- Apsaustodon segregatus Tschitscherine, 1901